# والتر ميتكالف
والتر ميتكالف (بالإنجليزية: Walter Metcalf)‏ (15 ديسمبر 1910 في المملكة المتحدة - 1981 في المملكة المتحدة) هو لاعب كرة قدم بريطاني (وحمل سابقاً جنسية المملكة المتحدة لبريطانيا العظمى وأيرلندا) في مركز الظهير. لعب مع كوفنتري سيتي ونادي برينتفورد ونادي سندرلاند ونادي نورثامبتون تاون ونوتينغهام فورست ونادي سكاربورو.